# Camera Comunelor din Canada
Camera Comunelor din Canada (engleză : House of Commons of Canada, franceză : Chambre des communes du Canada) reprezintă o parte a Parlamentului canadian, împreună cu Senatul și Suveranul (reprezentată de Guvernatorul General). Camera Comunelor este aleasă în mod democratic, fiind formată din 308 deputați. Deputații sunt aleși pentru o perioadă limitată de timp, păstrând locul său, până la dizolvarea legislativului (nu mai mult de cinci ani). Fiecare membru reprezintă una din circumscripțiile din țară.
Camera Comunelor a fost înființată în 1867, atunci când a fost semnată constituția Britaniei Nord Americane, ea formându-se ca Dominionul Canadei. Deși tehnic fiind cameră inferioară a parlamentului, Camera Comunelor de fapt are putere mult mai mare decât camera superioară - Senatul. Pentru a deveni lege, proiectul trebuie să fie adoptat de ambele camere, dar foarte rar este respins de Senat un act normativ după ce el este adoptat de Camera Comunelor. În plus, guvernul Canadei este responsabil doar în fața Camerei Comunelor iar primul-ministru rămâne în funcție doar atât timp cât el sau ea își păstrează sprijinul în camera inferioară.
Cuvântul „comună” înseamnă „grup de persoane care trăiesc în același loc, zonă, și așa mai departe”. Canada - este unicul stat împreună cu Regatul Unit în care se folosește sintagma „Camera Comunelor” pentru camera inferioară a parlamentului. Camera Comunelor din Canada, este situată pe Dealul Parlamentului din Ottawa, Ontario.